# Immortal (D’espairsRay-Album)
Immortal (englisch für Unsterblich) ist das erste Best-of-Album der J-Rock-Band D’espairsRay. Die Veröffentlichung fand in Japan am 29. Dezember 2009 und in Europa am 28. Mai 2010 statt.

## Entstehung
Am 9. September 2009 stand das zehnjährige Bandjubiläum an. Da man aber die Zahl 10 noch weiter betonen wollte, fand am 1. Oktober 2009 ein weiteres Geburtstagskonzert in der Shibuya C. C. Lemon Hall statt. Das Konzert wurde aufgezeichnet und war ab dem 29. Dezember 2009 als 10th Anniversary LIVE: Closer to ideal -Brand new Scene- in den Läden erhältlich. Die reguläre Pressung der DVD enthält noch ein Booklet mit Credits und etwas Bandgeschichte und dem Bonusfilm „2009.9.9 SHIBUYA-AX Document eizou“. Bei dem Bonusfilm handelt es sich um einen Zusammenschnitt von ihrem Gratis-Sonderkonzert am 9. September, also genau zum eigentlichen Geburtstag. Die limitierte Version enthält neben der DVD ein Fotobooklet, ein T-Shirt und einen Anhänger in einem Schutzkarton.
Am selben Tag wurde auch ihr erstes Best-of-Album Immortal veröffentlicht. Ursprünglich wollte man Lieder für diese Sammlung auswählen, die live einen bleibenden Eindruck hinterlassen hatten. Letztendlich entschied man sich aber dann dafür Songs zu nehmen, welche die musikalische Entwicklung der Band am besten repräsentieren. Die Lieder entstammen alle der Indies-Zeit der Band.
Für den europäischen Markt wurde noch eine DVD beigelegt. Sie enthält Liveauftritte der Spiral Staircase: Outflies-Tour, welche Ende 2007 stattgefunden hatte.

## Inhalt
Wie bereits erwähnt sollten die Lieder die Entwicklung der Band repräsentieren. Ori no naka de miru yume, welches das Best-of eröffnet war eine ihrer ersten Balladen. MaVERiCK als Single ihres musikalischen Wandels und das Lied Garnet, mit dem sie den ersten Platz der Oricon Indiecharts eroberten, sind als Beginn ihres Erfolges ebenfalls enthalten. Für Garnet drehten D’espairsRay ihr erstes Musikvideo, welches in der limitierten Auflage der EP Born auf einer Bonus-DVD enthalten war. Ferner konnten sie damals Sugizo für die Aufnahmen gewinnen, dieser spielte für sie im Song Marry of the blood das Violinenintro.
Nach der Ballade Yami ni furu kiseki kommen populäre Songs wie [Fuyuu shita risou], Forbidden und Abel to Cain, die diese Metal-Schaffensperiode der Band kennzeichnen. Das nächste ruhigere Lied Kogoeru Yoru ni Saita Hana markiert mit seinem Pop-Rock-Klang eine neue Ära. Mit Liedern wie Closer to ideal, MIЯROR und Cocoon wird die musikalische Entwicklung der letzten Jahre nachvollzogen. Den Abschluss bildet ihre letzte Indies-Single Horizon.
In der europäischen Ausgabe von Immortal ist noch eine DVD mit unveröffentlichten Aufnahmen aus der „Spiral Staircase: Outflies“-Tour von Ende 2007 enthalten. Die Ballade Yami Ni Furu Kiseki steht dabei im Kontrast zu den härteren Liedern der DVD. Trotz ihrer Beliebtheit war sie bisher auf keiner Live-DVD zu finden. Der emotional vorgetragene Song besticht durch eine A-Cappella-Passage, in der Hizumi ohne Mikrofon seine durchdringende Stimme durch den Konzertsaal schallen lässt.

## Rezeption
Laut Powermetal.de sei Immortal nicht so verrückt sein wie manch anderer Genre-Output, nicht so aggressiv wie die metallische Seite des Visual-Kei-Spektrums und nicht ganz so wild wie der J-Rock selbst. Die Platte hätte aber ein so breit gefächertes Potenzial, dass sie irgendwann zum Klassiker avancieren würde.
Metal Hammer meint Immortal würde D’espairsRay zwar nicht unsterblich machen, sei aber eine tolle Jubiläums-CD und mehr als eine bloße Zusammenstellung ihrer Hits.
Das Album wurde von jame-world.com als preiswerte Alternative beschrieben, welche durch die DVD noch einen zusätzlichen Kaufanreiz mitbringen würde. Die Sammlung sei nicht nur für Fans einen Blick wert, sondern auch all diejenigen, die es noch werden wollen. Kritisiert wurde, dass die Songs durch die neue Abmischung und das Finetuning hier und da etwas voller klingen würden, aber neue Spielvarianten der Lieder von ihren Livekonzerten nicht auf der CD zu finden seien.

## Titelliste
Die Chartpositionen rechts beziehen sich auf die allgemeinen Oricon-Musik-Charts, nicht auf die Indiecharts.
„Born“ wird als EP unter „Alben“ geführt, die Single „Gärnet“ wird mit Heavy-Metal-Umlaut geschrieben, das Lied nicht.
Titelliste CD:
1. Ori no naka de miru yume – 4:40 (Musik: ?/ Text: ?)
2. MaVERiCK – 5:31 (Musik: Karyu / Text: Hizumi)
3. Garnet – 4:28 (Musik: Karyu / Text: Hizumi)
4. Born – 4:49 (Musik: Karyu / Text: Hizumi)
5. Yami ni furu kiseki – 6:36 (Musik: Karyu / Text: Hizumi)
6. [Fuyuu shita risou] – 4:23 (Musik: Karyu / Text: Hizumi)
7. Forbidden – 4:47  (Musik: Karyu / Text: Karyu)
8. Abel to Cain – 5:23  (Musik: Karyu / Text: Karyu & Tsukasa)
9. Kogoeru Yoru ni Saita Hana – 5:07  (Musik: Karyu / Text: Hizumi)
10. Closer to ideal – 6:02  (Musik: Karyu / Text: Karyu)
11. Squall – 4:56  (Musik: Karyu / Text: Hizumi)
12. MIЯROR – 4:10  (Musik: Karyu / Text: Hizumi)
13. Cocoon – 4:57  (Musik: Karyu / Text: Hizumi)
14. Scissors – 4:03  (Musik: Tsukasa / Text: Hizumi)
15. Horizon – 4:08  (Musik: Karyu / Text: Hizumi)

Titelliste DVD (nur Special European Press):
1. PIG
2. Subliminal
3. DAMNED
4. Angeldust
5. Dears
6. Yami ni furu kiseki